# ألانكي (أسطورة)
ألانكَي (بالإنجليزية: Allanque)‏ هو النجم. والإشارة إلى أي نجم أو إلى نجم الشمال عند الهنود الأمريكيين الشماليين. فالنجم يرى العالم طيلة الليل ويرسل نوره الضعيف إلى السائرين في العتمة.

## معرض صور

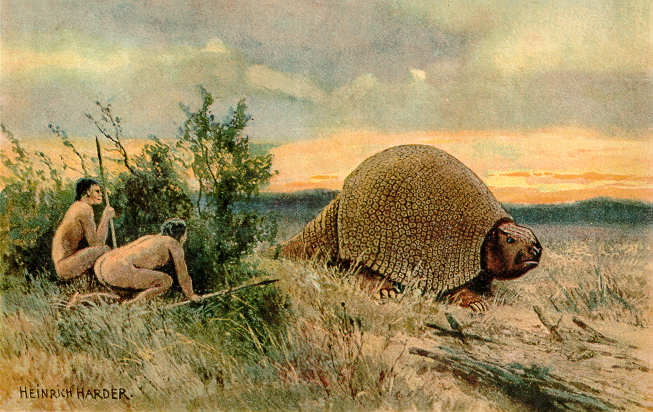
رسم توضيحي للسكان الأصليين وهم يصطادون غليبتودون.
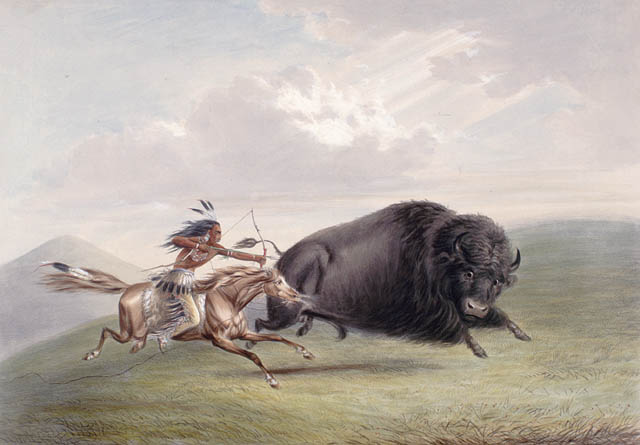
مطاردة البيسون يصورها جورج كاتلين.
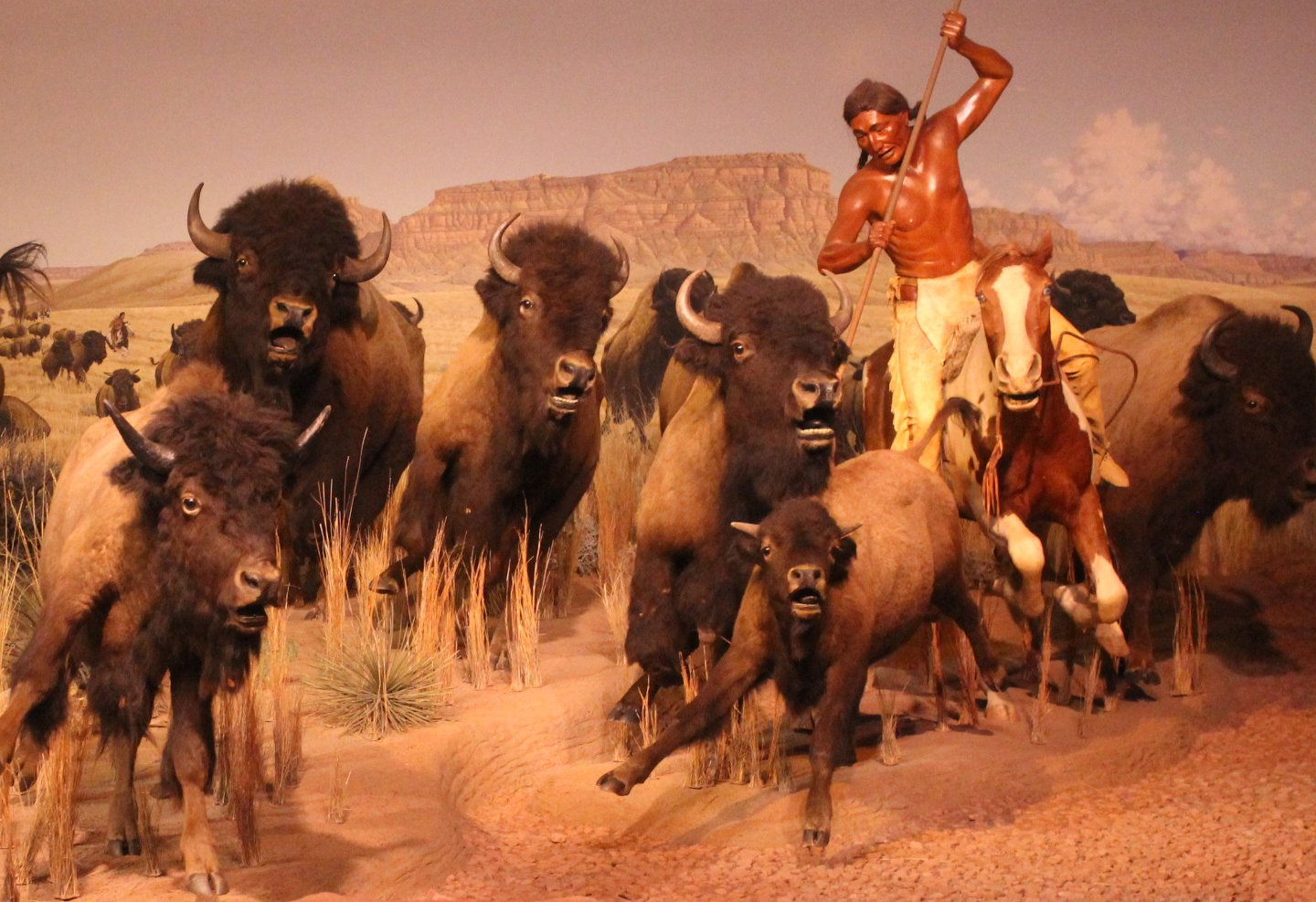
مطاردة حيوان البيسون من قبل أحد السكان الأصليين.
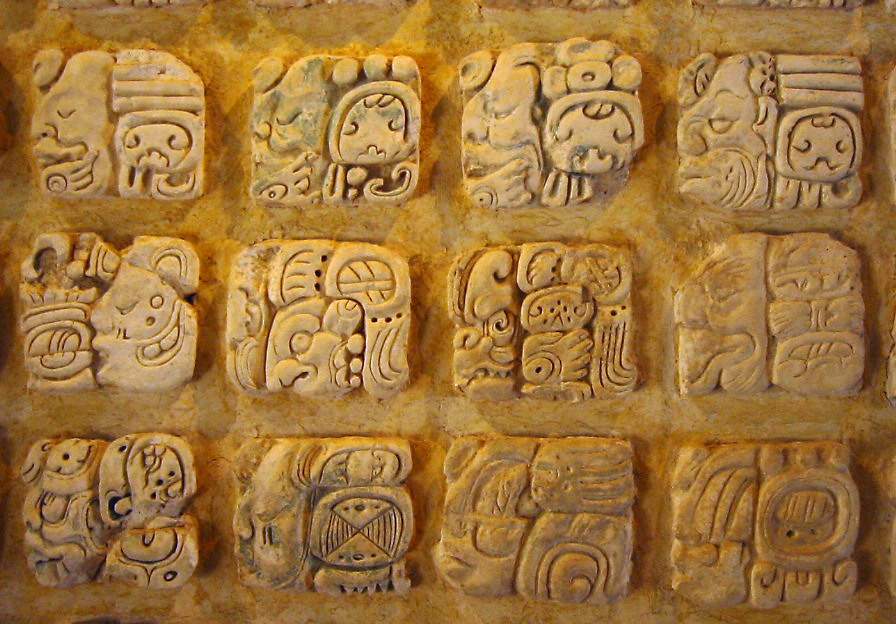
صورعلى الجص من المايا في متحف Sitio في بالينكو، المكسيك.
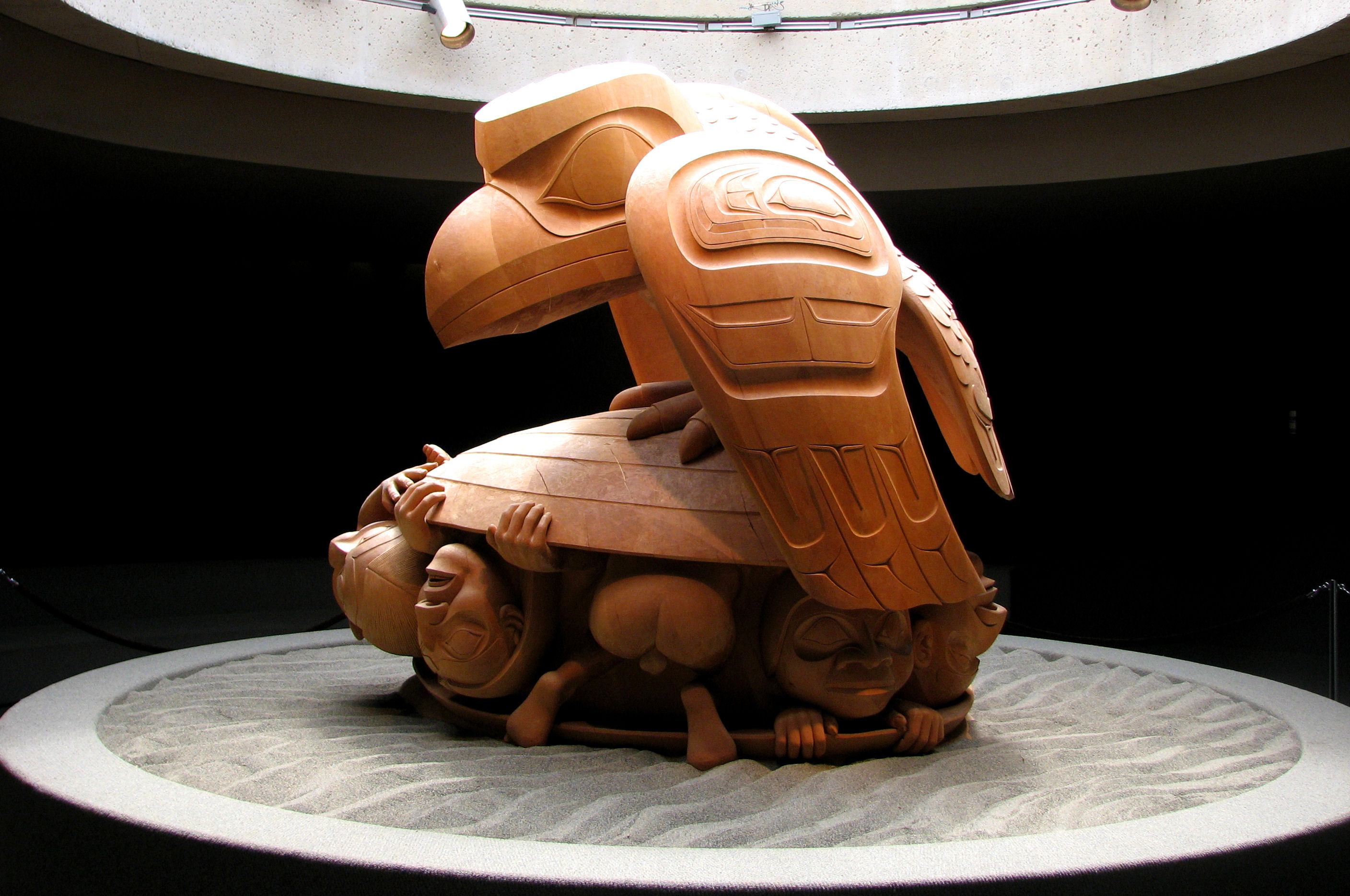
الغراب والرجل الأول. يمثل الغراب شخصية المحتال المشترك في العديد من الأساطير.